# Werder, Mecklenburgische Seenplatte
Werder là một đô thị thuộc huyện Mecklenburgische Seenplatte (trước thuộc Vorpommern-Greifswald (trước thuộc Demmin)), bang Mecklenburg-Vorpommern, Đức. Đô thị Werder, Demmin có diện tích 29,99 km², dân số thời điểm ngày 31 tháng 12 năm 2006 là 626 người.